# Eli Ben-Menachem

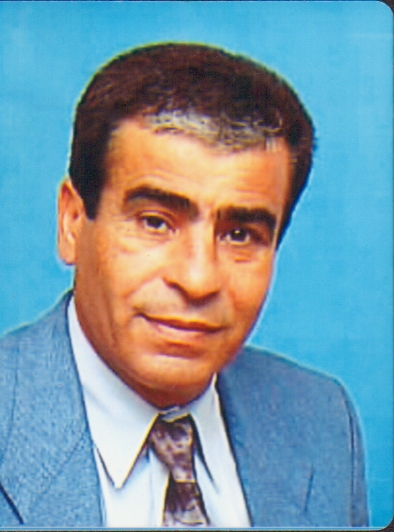
Eli Ben-Menachem

Eli Ben-Menachem (hebräisch אלי בן-מנחם; * 24. November 1947 in Bombay, Indien) ist ein israelischer Politiker und Knessetabgeordneter.
Ben-Menachem wanderte 1949 nach Israel ein und studierte an der Militärakademie. Er arbeitete anschließend zunächst als Flugzeugtechniker und war einige Zeit später auch als Gewerkschaftsführer  bei der israelischen Fluggesellschaft El Al tätig. 1988 wurde er für die linksgerichtete Parteienallianz HaMa’arach in die Knesset gewählt. Er war vom 4. August 1992 bis zum 8. August 1993 stellvertretender Minister im Dienste des Premierministers. Zudem war er vom 7. März 2001 bis zum  2. November 2002 stellvertretender Minister für Wirtschaft und Handel. Weiterhin war er vom 8. April 1993 bis 18. Juni 1996 und von 11. Januar 2005 bis zum 23. November 2005 stellvertretender Minister für Bau- und Wohnungswesen. Bei den Wahlen 2006 verlor er seinen Sitz in der Knesset. Ben-Menachem lebt in Tel Aviv, ist verheiratet und hat drei Kinder.